# David Bowie (албум из 1969)
David Bowie (познатији под називом Space Oddity) је други албум британског рок музичара Дејвида Боуија из 1969. године.

## Списак пјесама
Све нумере је написао Дејвид Боуи.
Страна прва
1. "Space Oddity" - 5:16
2. "Unwashed and Somewhat Slightly Dazed" - 6:55
3. "Letter to Hermione" - 2:33
4. "Cygnet Committee" - 9:35

Страна друга
1. "Janine" - 3:25
2. "An Occasional Dream" - 3:01
3. "Wild Eyed Boy from Freecloud" - 4:52
4. "God Knows I'm Good" - 3:21
5. "Memory of a Free Festival" - 7:09